# 1936 en bande dessinée
| Années de la bande dessinée : 1933 - 1934 - 1935 - 1936 - 1937 - 1938 - 1939    |
| Décennies de la bande dessinée : 1900 - 1910 - 1920 - 1930 - 1940 - 1950 - 1960 |

Cet article présente les faits marquants de l'année 1936 en bande dessinée.

## Évènements
- Création de la bande dessinée Le Fantôme par Lee Falk
- Avril : première apparition de Tarzan dans un comic book : Tip Top Comics n° 1.

## Nouveaux albums
Voir aussi : Albums de bande dessinée sortis en 1936

### Franco-Belge
| Sortie | Titre                                                  | Scénariste     | Dessinateur    | Coloriste      | Éditeur        |
| ------ | ------------------------------------------------------ | -------------- | -------------- | -------------- | -------------- |
| ?      | à compléter                                            |                |                |                |                |
| 1936   | Poucette trottin - Poucette trottin aux sports d'hiver | Aristide Perré | Aristide Perré | Aristide Perré | Éditions Rouff |
| ?      | …                                                      |                |                |                |                |

### Comics
| Sortie | Titre       | Scénariste | Dessinateur | Coloriste | Éditeur |
| ------ | ----------- | ---------- | ----------- | --------- | ------- |
| ?      | à compléter |            |             |           |         |
| ?      | …           |            |             |           |         |

### Mangas
| Sortie | Titre       | Scénariste | Dessinateur | Coloriste | Éditeur |
| ------ | ----------- | ---------- | ----------- | --------- | ------- |
| ?      | à compléter |            |             |           |         |
| ?      | …           |            |             |           |         |

## Naissances
- 26 janvier : Sal Buscema, dessinateur de comics
- 14 février : Barbe
- 21 février : René Hausman
- 15 mars : Francisco Ibáñez
- 14 mai : Lambil
- 11 juin : Bernard Dufossé
- 23 juin : Florenci Clavé
- 27 juin : Mazel
- Naissance de Jean-Jacques Loup

## Décès
- Décès de Grace Drayton